# Trichospermum incanum
Trichospermum incanum är en malvaväxtart som beskrevs av Elmer Drew Merrill och Perry. Trichospermum incanum ingår i släktet Trichospermum och familjen malvaväxter. Inga underarter finns listade i Catalogue of Life.